# Rechtsanwaltsordnung
Die Rechtsanwaltsordnung (RAO) regelt in Österreich das Berufsrecht der Rechtsanwälte, das heißt die Rechte und Pflichten, die der Rechtsanwalt gegenüber Mandanten und Dritten zu beachten hat, sowie diverse weitere berufsrechtliche Fragen.
Die Befugnis zur umfassenden berufsmäßigen Parteienvertretung ist den Rechtsanwälten gemäß RAO vorbehalten.
Die Rechtsanwaltsordnung ist nach § 1 iVm § 4 DSt ausschließlich auf Rechtsanwälte und Rechtsanwaltsanwärter anzuwenden.

## Historie
Die Rechtsanwaltsordnung wurde 1868 unter dem Titel: „Gesetz vom 6. Juli 1868, womit eine Advocatenordnung eingeführt wird“ publiziert. Mit dieser Advocatenordnung wurde die provisorische Advocatenordnung vom 16. August 1849 (RGBl. 364) aufgehoben. Per Gesetz wurde 1919 die Bezeichnung „Advokat“ in „Rechtsanwalt“, „Advokaturkandidat“ in „Rechtsanwaltsanwärter“, die „Advokatenkammer“ in „Rechtsanwaltskammer“ umbenannt (wie dies in Deutschland seit der Rechtsanwaltsordnung 1878 üblich war).
Die berufsgesetzlich wesentlichste Neuregelung der Advokatenordnung (nun RAO) war, dass es zur Ausübung der Rechtsanwaltschaft keiner behördlichen Ernennung mehr bedurfte, sondern lediglich der Nachweisung der Erfüllung der nachfolgenden Erfordernisse und der Eintragung in die Liste der Rechtsanwälte. Dadurch wurde die Selbstverwaltung und Autonomie des Rechtsanwaltsstandes, zusammen mit der Schaffung der Rechtsanwaltskammern und mit der Disziplinargewalt über deren Mitglieder, erheblich gestärkt.
Durch den Anschluss Österreichs an das Deutsche Reich (siehe: Österreich in der Zeit des Nationalsozialismus) wurde die Rechtsanwaltsordnung und die Autonomie (Selbstverwaltung) der österreichischen Rechtsanwaltskammern ebenfalls bald ganz beseitigt. Zahlreiche in die Rechtsanwaltsliste eingetragene Rechtsanwälte wurden aus der Liste gestrichen. Am 11. Juni 1938 wird die Ernennung des Rechtsanwalts durch den Reichsjustizminister eingeführt. Dies bedeutete für die bisherige Selbstverwaltung der Rechtsanwälte gemäß RAO einen erheblichen Rückschritt. 1941 wird sodann die Reichs-Rechtsanwaltsordnung eingeführt.
Nach Wiedereinführung der Österreichischen Bundesverfassung und der Wiederherstellung der Demokratie wurde mit Gesetz vom 31. Juli 1945 über die Wiederherstellung der österreichischen Rechtsanwaltschaft (Rechtsanwaltsordnung 1945 – RAO 1945) die Rechtsanwaltsordnung (1868) und das Disziplinarstatut (1872) in der Fassung vom 13. März 1938 wieder in Kraft gesetzt.
Am 29. September 1972 konstituiert sich der Österreichische Rechtsanwaltskammertag in Innsbruck als Verein und wurde am 8. November 1973 eine Körperschaft öffentlichen Rechts. Durch die Novelle der Rechtsanwaltsordnung 1973 erfolgte die gesetzliche Verankerung der Dachorganisation „Österreichischer Rechtsanwaltskammertag“ als öffentlich-rechtliche Körperschaft.

## Gesetzesgliederung
Die Hauptgliederung der Rechtsanwaltsordnung erfolgt in Artikel, Abschnitte und Paragraphen.
Artikel I (Einführung der Advocatenordnung/Rechtsanwaltsordnung)
Artikel II (Außerkrafttreten der provisorische Rechtsanwaltsordnung vom 16. August 1849)
Artikel III (Konstituierung der neuen Rechtsanwaltskammern und deren Ausschüsse)
Artikel IV (Abgaben für die Eintragung in die Rechtsanwaltsliste)
Artikel V (Vollziehung dieses Gesetzes)
I. Abschnitt (Erfordernisse zur Ausübung der Rechtsanwaltschaft), §§ 1 bis 7.
II. Abschnitt (Rechte und Pflichten der Rechtsanwälte), §§ 8 bis 21g.
III. Abschnitt (Die Rechtsanwaltskammer und deren Ausschuss), §§ 22 bis 33.
IV. Abschnitt (Erlöschung der Rechtsanwaltschaft), § 34
V. ABSCHNITT (Österreichischer Rechtsanwaltskammertag), §§ 35 bis 44.
VI. ABSCHNITT (Bestellung von Rechtsanwälten, besonders zur Verfahrenshilfe), §§ 45 und 46.
VII. ABSCHNITT (Pauschalvergütung, Alters-, Berufsunfähigkeits- und Hinterbliebenenversorgung), § 47 bis 56a.
VIII. ABSCHNITT (Strafbestimmungen), §§ 57 und 58.
IX. Abschnitt (Schiedsgerichtsbarkeit), § 59.
Artikel VI und XVI (Umsetzung von Gemeinschaftsrecht)

## Normative Ergänzungen der RAO
Die aus dem Jahr 1868 stammende RAO wurde mehrfach novelliert und den geänderten gesellschaftlichen und berufsrechtlichen Bedürfnissen angepasst.
Die RAO wird ergänzt durch das Disziplinarstatut (DSt), die Richtlinien zur Berufsausübung der Rechtsanwälte und Rechtsanwaltsanwärter (RL-BA). Auf europäischer Ebene durch die Berufsregeln der Rechtsanwälte der Europäischen Union (EU-Standesregeln, EU-Berufsregeln) sowie spezieller Regelungen im EIRAG, in der ZPO, StPO, StGB, AVG, UWG und andere Normen.
Honorarrechtlich durch das Rechtsanwaltstarifgesetz (RATG) und die Allgemeinen Honorar-Kriterien (AHK).

## Web-ERV
Die Rechtsanwaltsordnung sieht in § 9 Abs. 1a die Verpflichtung der österreichischen Rechtsanwaltschaft zur Teilnahme am Elektronischen Rechtsverkehr vor. Die Verpflichtung trifft nur in Österreich in die Liste der Rechtsanwälte eingetragene Rechtsanwälte und solche, die sich in Österreich im Rahmen der EU bzw. EWR-Niederlassungsfreiheit dauerhaft niedergelassen haben.